# Amtsgericht Burgau

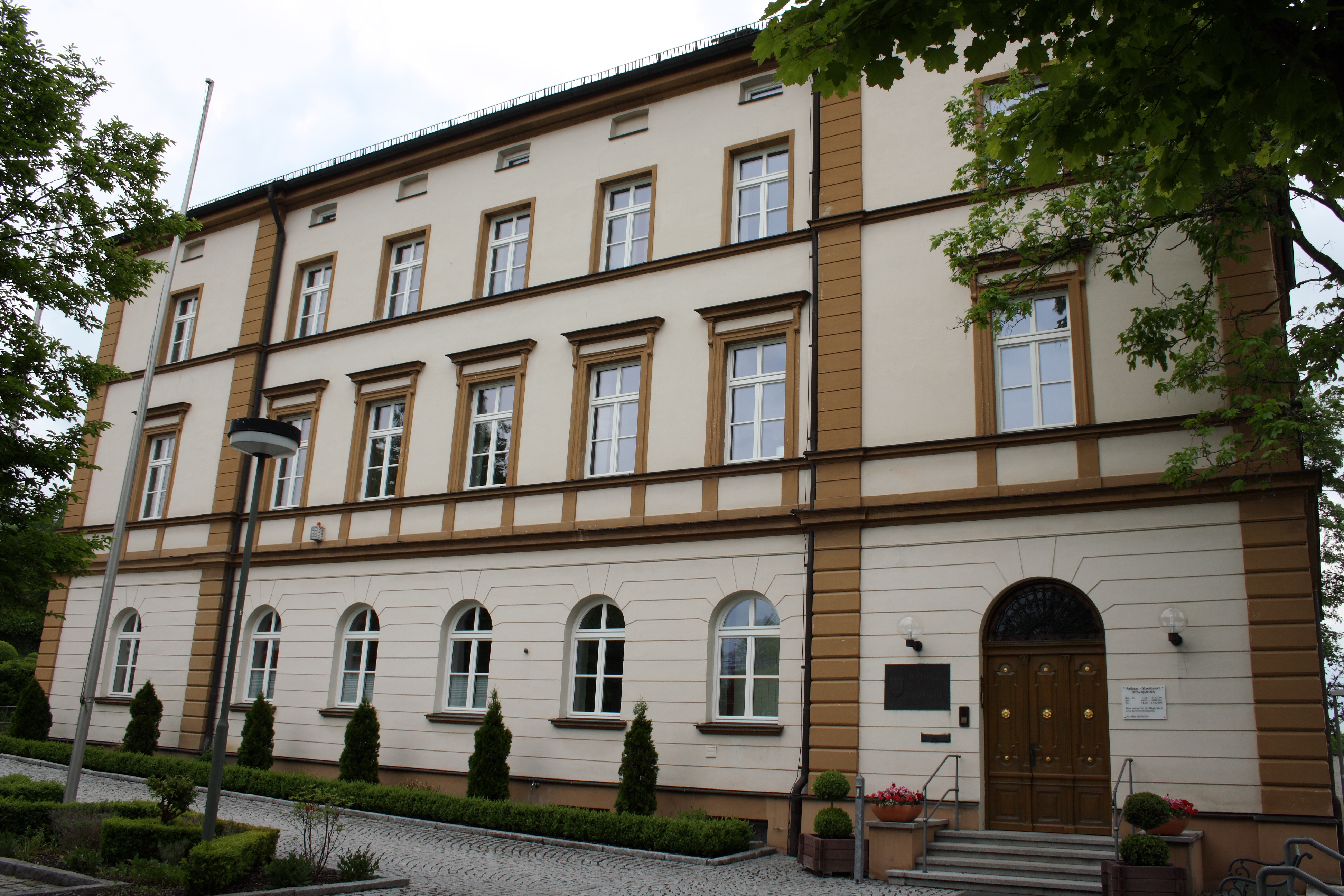
Ehemaliges Amtsgericht und jetziges Rathaus der Stadt Burgau

Das Amtsgericht Burgau war ein von 1879 bis 1959 existierendes bayerisches Gericht der ordentlichen Gerichtsbarkeit mit Sitz im schwäbischen Burgau.

## Geschichte
Nachdem 1806 die Markgrafschaft Burgau an Bayern gekommen war, wurde 1808 der Sitz des Landgerichts Wettenhausen nach Burgau verlegt.
Anlässlich der Einführung des Gerichtsverfassungsgesetzes am 1. Oktober 1879 kam es zur Errichtung eines Amtsgerichts in Burgau, dessen Bezirk aus dem vorherigen Landgerichtsbezirk Burgau mit den Gemeinden Burgau, Burtenbach, Deubach, Dürrlauingen, Ebersbach, Egenhofen, Eichenhofen, Ettenbeuren, Freihalden, Glöttweng, Goldbach, Großanhausen, Hafenhofen, Haldenwang, Hammerstetten, Jettingen, Kemnat, Kleinbeuren, Konzenberg, Landensberg, Limbach, Mindelaltheim, Mönstetten, Oberknöringen, Oberwaldbach, Ried, Röfingen, Roßhaupten, Scheppach, Schnuttenbach, Schönenberg, Unterknöringen, Unterrohr, Waldkirch und Wettenhausen sowie den bis dahin zum Stadt- und Landgericht Dillingen gehörigen Gemeinden Rechbergreuthen und Winterbach gebildet wurde. Nächsthöhere Instanz war das Landgericht Augsburg.
Deubach und Ebersbach wechselten am 4. Mai 1921 in den Bezirk des Amtsgerichts Günzburg.
Nachdem das Amtsgericht Burgau gegen Ende des Zweiten Weltkrieges zur Zweigstelle des Amtsgerichts Günzburg im Landgerichtsbezirk Memmingen herabgestuft und diese Maßnahme im Jahre 1956 bestätigt worden war, erfolgte am 1. Juli 1959 die Aufhebung dieser Zweigstelle durch Verordnung des Bayerischen Staatsministers der Justiz.

## Gerichtsgebäude
Das Gericht befand sich im heutigen Rathaus der Stadt Burgau am Gerichtsweg 8. Der dreigeschossige Bau mit flachem Walmdach, Eckrisaliten und Putzgliederung wurde um 1880 im Stil der Neorenaissance erbaut.